# Académie internationale d'héraldique
 (août 2009).
Si vous disposez d'ouvrages ou d'articles de référence ou si vous connaissez des sites web de qualité traitant du thème abordé ici, merci de compléter l'article en donnant les références utiles à sa vérifiabilité et en les liant à la section « Notes et références ».
Pour les articles homonymes, voir AIH.
L’Académie internationale d’héraldique (AIH) a été fondée à Paris en 1949 par des spécialistes en héraldique en vue de partager et de développer cette science. 
L'académie est composée de 75 académiciens cooptés qui représentent les différentes parties du monde. Son siège social se situe à Genève, mais l'académie dispose d'une bibliothèque aux Archives nationales à Paris. Elle organise tous les deux ans, en général, un colloque. Il se tint à Bressanone (Italie) en 1981, à Montmorency (France) en 1983, à La Petite-Pierre (France) en 1989, à Caceres (Espagne) en 1991, à proximité du château de Stirling en 2013, à l'université de Lund (Suède) en 2023, et se tiendra à I’Université «Alexandru Ioan Cuza» de Iași (Roumanie) en 2025.
En 2005, une association de même nom a été fondée autour d'Alfonso Ceballos Escalera, croniste d'armes Castille et Léon, ancien membre de l'académie originale expulsé en 2003 par mesure disciplinaire.

## Présidents
- 1949-1952 : Gaston Stalins[2]
- 1952-1964 : Paul Adam-Even[3]
- 1964-1980 : Léon Jéquier
- 1980-2001 : Jean-Claude Loutsch
- 2001-2015 : Michel Popoff
- 2015-2022 : Robert D. Watt

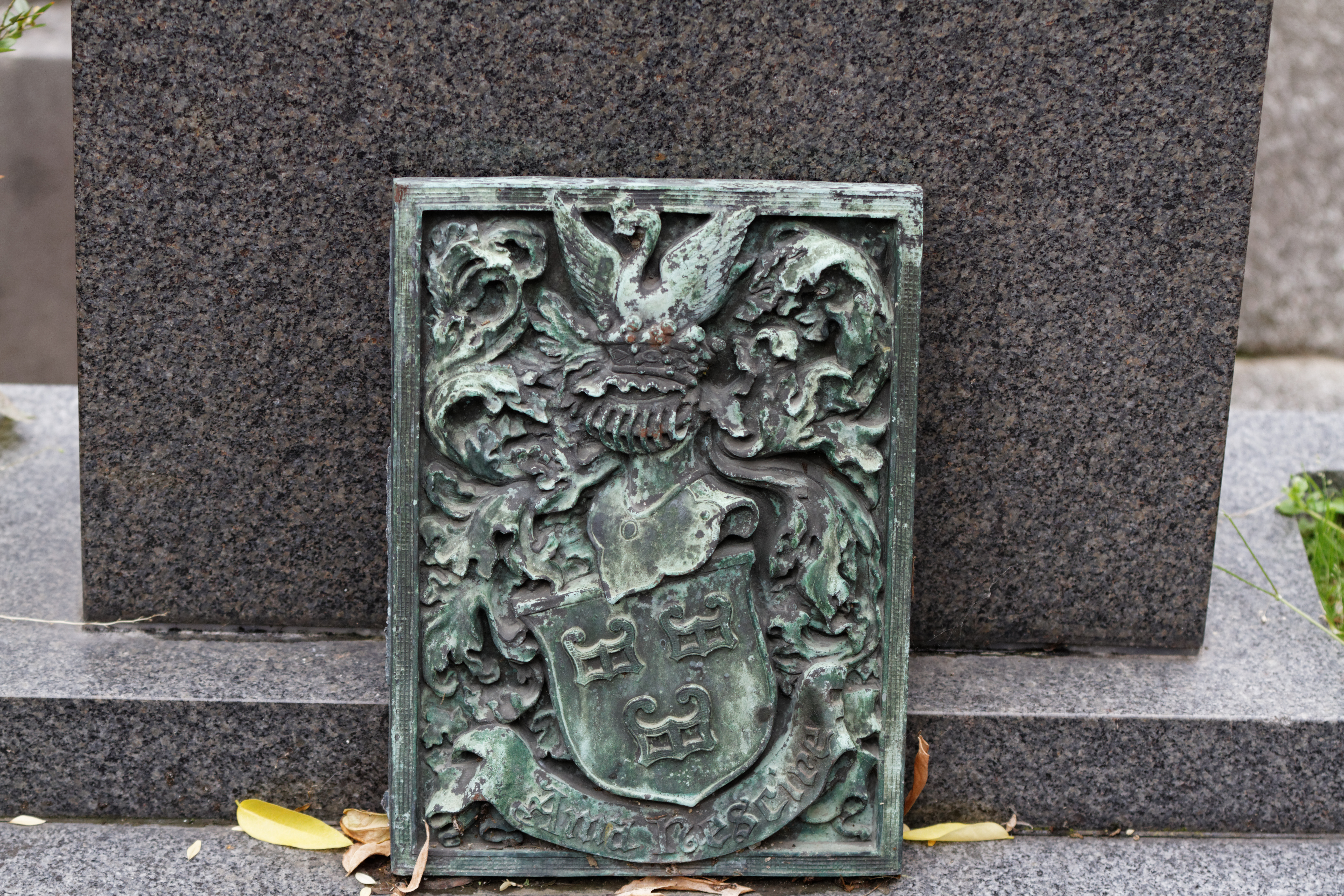
Armoiries de Gaston Stalins

- 2022- (en cours) : Elizabeth Roads

## Quelques membres emblématiques
L'académie regroupe deux types de membres : les académiciens et les membres associés. Les premiers sont recrutés parmi les héraldistes de renommée mondiale. On trouve aussi bien des chercheurs de premier plan, comme Michel Pastoureau ou Martin de Riquer, que des dessinateurs reconnus, comme Marco Foppoli. Traditionnellement, les pays d'héraldique classique (France, Suisse, Belgique, Allemagne, Grande-Bretagne) sont les plus représentés au sein de l'académie. 

### Membres actuels
Quelques membres actuels :
- D'Arcy Boulton : membre de la société royale d'héraldique du Canada.
- Jean-Luc Chassel : enseignant-chercheur, président de la Société française d'héraldique et de sigillographie, secrétaire général de l'académie.
- Laurent Hablot, historien
- Werner Paravicini, membre associé étranger de l'Académie des inscriptions et belles-lettres

### Anciens membres
Quelques anciens membres :
- Emmanuel de Boos (1954-2016)
- Luigi Borgia (né à Rome en 1941 et mort à Arezzo en 2023, directeur des Archives d'État d'Arezzo et professeur d'héraldique à l'École d'archivage, de paléographie et de diplomatie des Archives d'État de Florence)
- Claire Boudreau : chef héraut de l'Autorité héraldique du Canada.
- Bruno Bernhard Heim, héraldiste du Saint-Siège, en fut membre également.
- Yves Metman, président de la Société française d'héraldique et de sigillographie
- Hervé Pinoteau (ancien vice-president de l'Académie, historien).
- Martí de Riquer.